# Grand Prix Hiszpanii 2016
Grand Prix Hiszpanii 2016 (oficjalnie Formula 1 Gran Premio de España Pirelli 2016) – piąta eliminacja Mistrzostw Świata Formuły 1 w sezonie 2016. Grand Prix odbyło się w dniach 13–15 maja 2016 roku na torze Circuit de Barcelona-Catalunya w Montmeló.

## Lista startowa
Źródło: Wyprzedź Mnie!
| Nr | Kierowca          | Zespół                        | Samochód               | Silnik                         | Opony |
| -- | ----------------- | ----------------------------- | ---------------------- | ------------------------------ | ----- |
| 3  | Daniel Ricciardo  | Red Bull Racing               | Red Bull RB12          | TAG Heuer 1.6T V6              | P     |
| 5  | Sebastian Vettel  | Scuderia Ferrari              | Ferrari SF16-H         | Ferrari 059/5 1.6T V6          | P     |
| 6  | Nico Rosberg      | Mercedes AMG Petronas F1 Team | Mercedes F1 W07 Hybrid | Mercedes PU106C Hybrid 1.6T V6 | P     |
| 7  | Kimi Räikkönen    | Scuderia Ferrari              | Ferrari SF16-H         | Ferrari 059/5 1.6T V6          | P     |
| 8  | Romain Grosjean   | Haas F1 Team                  | Haas VF-16             | Ferrari 059/5 1.6T V6          | P     |
| 9  | Marcus Ericsson   | Sauber F1 Team                | Sauber C35             | Ferrari 059/5 1.6T V6          | P     |
| 11 | Sergio Pérez      | Sahara Force India F1 Team    | Force India VJM09      | Mercedes PU106C Hybrid 1.6T V6 | P     |
| 12 | Felipe Nasr       | Sauber F1 Team                | Sauber C35             | Ferrari 059/5 1.6T V6          | P     |
| 14 | Fernando Alonso   | McLaren Honda                 | McLaren MP4-31         | Honda RA616H 1.6T V6           | P     |
| 19 | Felipe Massa      | Williams Martini Racing       | Williams FW38          | Mercedes PU106C Hybrid 1.6T V6 | P     |
| 20 | Kevin Magnussen   | Renault Sport Formula 1 Team  | Renault R.S.16         | Renault RE16 1.6T V6           | P     |
| 21 | Esteban Gutiérrez | Haas F1 Team                  | Haas VF-16             | Ferrari 059/5 1.6T V6          | P     |
| 22 | Jenson Button     | McLaren Honda                 | McLaren MP4-31         | Honda RA616H 1.6T V6           | P     |
| 26 | Daniił Kwiat      | Scuderia Toro Rosso           | Toro Rosso STR11       | Ferrari 059/4 1.6T V6          | P     |
| 27 | Nico Hülkenberg   | Sahara Force India F1 Team    | Force India VJM09      | Mercedes PU106C Hybrid 1.6T V6 | P     |
| 30 | Jolyon Palmer     | Renault Sport Formula 1 Team  | Renault R.S.16         | Renault RE2016 1.6T V6         | P     |
| 33 | Max Verstappen    | Red Bull Racing               | Red Bull RB12          | TAG Heuer 1.6T V6              | P     |
| 44 | Lewis Hamilton    | Mercedes AMG Petronas F1 Team | Mercedes F1 W07 Hybrid | Mercedes PU106C Hybrid 1.6T V6 | P     |
| 55 | Carlos Sainz Jr.  | Scuderia Toro Rosso           | Toro Rosso STR11       | Ferrari 059/4 1.6T V6          | P     |
| 77 | Valtteri Bottas   | Williams Martini Racing       | Williams FW37          | Mercedes PU106C Hybrid 1.6T V6 | P     |
| 88 | Rio Haryanto      | Manor Racing MRT              | Manor MRT05            | Mercedes PU106C Hybrid 1.6T V6 | P     |
| 94 | Pascal Wehrlein   | Manor Racing MRT              | Manor MRT05            | Mercedes PU106C Hybrid 1.6T V6 | P     |
| Nr | Kierowca          | Zespół                        | Samochód               | Silnik                         | Opony |

## Wyniki

### Sesje treningowe
Źródło: Wyprzedź Mnie!
| Sesja | Nr | Kierowca         | Konstruktor | Czas     | Okr. |
| ----- | -- | ---------------- | ----------- | -------- | ---- |
| 1     | 5  | Sebastian Vettel | Ferrari     | 1:23,951 | 22   |
| 2     | 6  | Nico Rosberg     | Mercedes    | 1:23,922 | 35   |
| 3     | 6  | Nico Rosberg     | Mercedes    | 1:23,078 | 15   |

### Kwalifikacje
Źródło: Wyprzedź Mnie!
| Poz. | Nr | Kierowca          | Konstruktor          | Q1       | Q2       | Q3       | Poz. s. |
| --- | --- | ----------------- | -------------------- | -------- | -------- | -------- | ------- |
| 1 | 44 | Lewis Hamilton    | Mercedes             | 1:23,214 | 1:22,159 | 1:22,000 | 1       |
| 2 | 6 | Nico Rosberg      | Mercedes             | 1:23,002 | 1:22,759 | 1:22,280 | 2       |
| 3 | 3 | Daniel Ricciardo  | Red Bull–TAG Heuer   | 1:23,749 | 1:23,585 | 1:22,680 | 3       |
| 4 | 33 | Max Verstappen    | Red Bull–TAG Heuer   | 1:23,578 | 1:23,178 | 1:23,087 | 4       |
| 5 | 7 | Kimi Räikkönen    | Ferrari              | 1:23,796 | 1:23,504 | 1:23,113 | 5       |
| 6 | 5 | Sebastian Vettel  | Ferrari              | 1:24,124 | 1:23,688 | 1:23,334 | 6       |
| 7 | 77 | Valtteri Bottas   | Williams–Mercedes    | 1:24,251 | 1:24,023 | 1:23,522 | 7       |
| 8 | 55 | Carlos Sainz Jr.  | Toro Rosso–Ferrari   | 1:24,496 | 1:24,077 | 1:23,643 | 8       |
| 9 | 11 | Sergio Pérez      | Force India–Mercedes | 1:24,698 | 1:24,003 | 1:23,782 | 9       |
| 10 | 14 | Fernando Alonso   | McLaren–Honda        | 1:24,578 | 1:24,192 | 1:23,981 | 10      |
| 11 | 27 | Nico Hülkenberg   | Force India–Mercedes | 1:24,463 | 1:24,203 | –        | 11      |
| 12 | 22 | Jenson Button     | McLaren–Honda        | 1:24,583 | 1:24,348 | –        | 12      |
| 13 | 26 | Daniił Kwiat      | Toro Rosso–Ferrari   | 1:24,696 | 1:24,445 | –        | 13      |
| 14 | 8 | Romain Grosjean   | Haas–Ferrari         | 1:24,716 | 1:24,480 | –        | 14      |
| 15 | 20 | Kevin Magnussen   | Renault              | 1:24,669 | 1:24,625 | –        | 15      |
| 16 | 21 | Esteban Gutiérrez | Haas–Ferrari         | 1:24,406 | 1:24,778 | –        | 16      |
| 17 | 30 | Jolyon Palmer     | Renault              | 1:24,903 | –        | –        | 17      |
| 18 | 19 | Felipe Massa      | Williams–Mercedes    | 1:24,941 | –        | –        | 18      |
| 19 | 9 | Marcus Ericsson   | Sauber–Ferrari       | 1:25,202 | –        | –        | 19      |
| 20 | 12 | Felipe Nasr       | Sauber–Ferrari       | 1:25,579 | –        | –        | 20      |
| 21 | 94 | Pascal Wehrlein   | MRT–Mercedes         | 1:25,745 | –        | –        | 21      |
| 22 | 88 | Rio Haryanto      | MRT–Mercedes         | 1:25,939 | –        | –        | 22      |
| Poz. | Nr | Kierowca          | Konstruktor          | Q1       | Q2       | Q3       | Poz. s. |
| \| Legenda \| Legenda \| \| ------------------------ \| ---------------------------------------------------------------------------------------------------------------------------------------------------------------------------------------------------------------------------------------------------------------- \| \| Poz. Nr Q1 Q2 Q3 Poz. s. \| Pozycja zajęta w sesji kwalifikacyjnej Numer startowy kierowcy Wynik uzyskany w pierwszej części kwalifikacji Wynik uzyskany w drugiej części kwalifikacji Wynik uzyskany w trzeciej części kwalifikacji Pozycja startowa po uwzględnięniu kar, przesunięć, itp. \| | |                   |                      |          |          |          |         |
| Legenda | |                   |                      |          |          |          |         |
| Poz. Nr Q1 Q2 Q3 Poz. s. | Pozycja zajęta w sesji kwalifikacyjnej Numer startowy kierowcy Wynik uzyskany w pierwszej części kwalifikacji Wynik uzyskany w drugiej części kwalifikacji Wynik uzyskany w trzeciej części kwalifikacji Pozycja startowa po uwzględnięniu kar, przesunięć, itp. |                   |                      |          |          |          |         |

### Wyścig

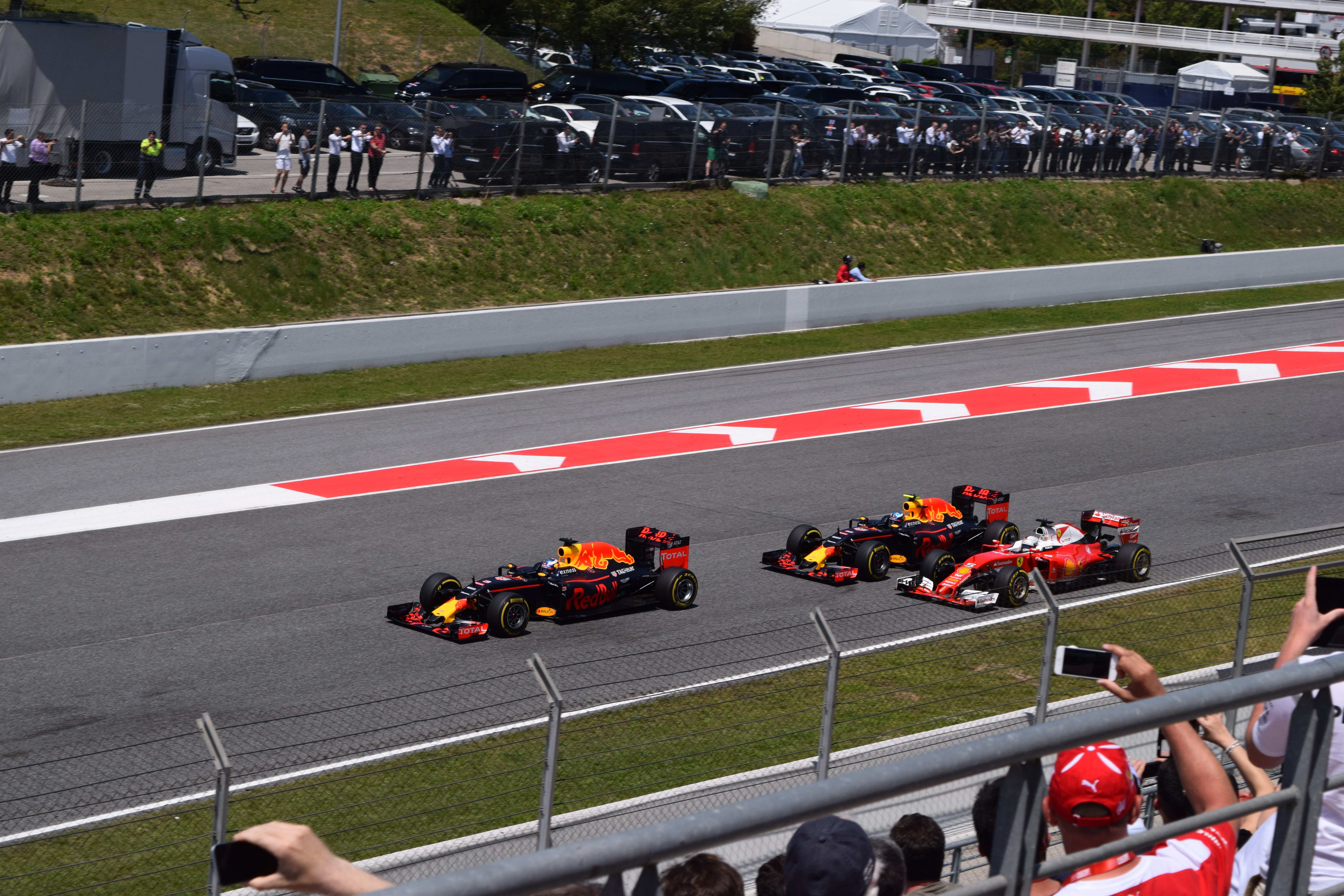
Daniel Ricciardo, Max Verstappen i Sebastian Vettel podczas wyścigu

Źródło: Wyprzedź Mnie!
| P                 | + / –     | Nr | Kierowca          | Konstruktor          | Okr. | Czas / Strata | Komentarz            |
| ----------------- | --------- | -- | ----------------- | -------------------- | ---- | ------------- | -------------------- |
| 1                 | 3         | 33 | Max Verstappen    | Red Bull–TAG Heuer   | 66   | 1:41:40,017   |                      |
| 2                 | 3         | 7  | Kimi Räikkönen    | Ferrari              | 66   | +0:00,616     |                      |
| 3                 | 3         | 5  | Sebastian Vettel  | Ferrari              | 66   | +0:05,581     |                      |
| 4                 | 1         | 3  | Daniel Ricciardo  | Red Bull–TAG Heuer   | 66   | +0:43,950     |                      |
| 5                 | 2         | 77 | Valtteri Bottas   | Williams–Mercedes    | 66   | +0:45,271     |                      |
| 6                 | 2         | 55 | Carlos Sainz Jr.  | Toro Rosso–Ferrari   | 66   | +1:01,395     |                      |
| 7                 | 2         | 11 | Sergio Pérez      | Force India–Mercedes | 66   | +1:19,538     |                      |
| 8                 | 10        | 19 | Felipe Massa      | Williams–Mercedes    | 66   | +1:20,707     |                      |
| 9                 | 3         | 22 | Jenson Button     | McLaren–Honda        | 65   | +1 okr.       |                      |
| 10                | 3         | 26 | Daniił Kwiat      | Toro Rosso–Ferrari   | 65   | +1 okr.       |                      |
| 11                | 5         | 21 | Esteban Gutiérrez | Haas–Ferrari         | 65   | +1 okr.       |                      |
| 12                | 7         | 9  | Marcus Ericsson   | Sauber–Ferrari       | 65   | +1 okr.       |                      |
| 13                | 4         | 30 | Jolyon Palmer     | Renault              | 65   | +1 okr.       |                      |
| 14                | 6         | 12 | Felipe Nasr       | Sauber–Ferrari       | 65   | +1 okr.       |                      |
| 15                | Bez zmian | 20 | Kevin Magnussen   | Renault              | 65   | +1 okr.       |                      |
| 16                | 5         | 94 | Pascal Wehrlein   | MRT–Mercedes         | 65   | +1 okr.       |                      |
| 17                | 5         | 88 | Rio Haryanto      | MRT–Mercedes         | 65   | +1 okr.       |                      |
| Niesklasyfikowani |           |    |                   |                      |      |               |                      |
|                   |           | 8  | Romain Grosjean   | Haas–Ferrari         | 56   | +10 okr.      | hamulce              |
|                   |           | 14 | Fernando Alonso   | McLaren–Honda        | 45   | +21 okr.      | jednostka napędowa   |
|                   |           | 27 | Nico Hülkenberg   | Force India–Mercedes | 20   | +46 okr.      | wyciek oleju         |
|                   |           | 44 | Lewis Hamilton    | Mercedes             | 0    | +66 okr.      | kolizja z Rosbergiem |
|                   |           | 6  | Nico Rosberg      | Mercedes             | 0    | +66 okr.      | kolizja z Hamiltonem |
| P                 | + / –     | Nr | Kierowca          | Konstruktor          | Okr. | Czas / Strata | Komentarz            |

### Najszybsze okrążenie
Źródło: Wyprzedź Mnie!
| Nr | Kierowca     | Konstruktor        | Czas     | Okr. |
| -- | ------------ | ------------------ | -------- | ---- |
| 26 | Daniił Kwiat | Toro Rosso–Ferrari | 1:26,948 | 53   |

## Prowadzenie w wyścigu
Źródło: Racing–Reference.info
| Nr                              | Kierowca         | Okrążenia           | Suma |
| ------------------------------- | ---------------- | ------------------- | ---- |
| 33                              | Max Verstappen   | 10-11, 27-33, 43-66 | 30   |
| 3                               | Daniel Ricciardo | 1-10, 15-27, 35-43  | 30   |
| 5                               | Sebastian Vettel | 11-15               | 4    |
| 7                               | Kimi Räikkönen   | 33-35               | 2    |
| 44                              | Lewis Hamilton   | 0-1                 | 0    |
| \| Wykres \| \| ------ \| \| \| |                  |                     |      |
| Wykres                          |                  |                     |      |
|                                 |                  |                     |      |

## Klasyfikacja po zakończeniu wyścigu

### Kierowcy
| P  | +/− | Kierowca          | Starty | Punkty | P1 | P2 | P3 | PP | NO | NS |
| -- | --- | ----------------- | ------ | ------ | -- | -- | -- | -- | -- | -- |
| 1  | 0   | Nico Rosberg      | 5      | 100    | 4  | –  | –  | 2  | 2  | 1  |
| 2  | +1  | Kimi Räikkönen    | 5      | 61     | –  | 2  | 1  | –  | –  | 1  |
| 3  | −1  | Lewis Hamilton    | 5      | 57     | –  | 2  | 1  | 3  | –  | 1  |
| 4  | +1  | Sebastian Vettel  | 4      | 48     | –  | 1  | 2  | –  | –  | 1  |
| 5  | −1  | Daniel Ricciardo  | 5      | 48     | –  | –  | –  | –  | 1  | –  |
| 6  | +4  | Max Verstappen    | 5      | 38     | 1  | –  | –  | –  | –  | 1  |
| 7  | −1  | Felipe Massa      | 5      | 36     | –  | –  | –  | –  | –  | –  |
| 8  | +1  | Valtteri Bottas   | 5      | 29     | –  | –  | –  | –  | –  | –  |
| 9  | −1  | Daniił Kwiat      | 4      | 22     | –  | –  | 1  | –  | 1  | –  |
| 10 | −3  | Romain Grosjean   | 5      | 22     | –  | –  | –  | –  | –  | 1  |
| 11 | +3  | Carlos Sainz Jr.  | 5      | 12     | –  | –  | –  | –  | –  | 1  |
| 12 | −1  | Fernando Alonso   | 4      | 8      | –  | –  | –  | –  | –  | 2  |
| 13 | +2  | Sergio Pérez      | 5      | 8      | –  | –  | –  | –  | –  | –  |
| 14 | −2  | Kevin Magnussen   | 5      | 6      | –  | –  | –  | –  | –  | –  |
| 15 | −2  | Nico Hülkenberg   | 5      | 6      | –  | –  | –  | –  | 1  | 2  |
| 16 | 0   | Jenson Button     | 5      | 3      | –  | –  | –  | –  | –  | 1  |
| 17 | 0   | Stoffel Vandoorne | 1      | 1      | –  | –  | –  | –  | –  | –  |
| 18 | 0   | Jolyon Palmer     | 4      | 0      | –  | –  | –  | –  | –  | –  |
| 19 | +3  | Esteban Gutiérrez | 5      | 0      | –  | –  | –  | –  | –  | 2  |
| 20 | −1  | Marcus Ericsson   | 5      | 0      | –  | –  | –  | –  | –  | 1  |
| 21 | −1  | Pascal Wehrlein   | 5      | 0      | –  | –  | –  | –  | –  | –  |
| 22 | −1  | Felipe Nasr       | 5      | 0      | –  | –  | –  | –  | –  | –  |
| 23 | 0   | Rio Haryanto      | 5      | 0      | –  | –  | –  | –  | –  | 2  |
| P  | +/− | Kierowca          | Starty | Punkty | P1 | P2 | P3 | PP | NO | NS |

### Konstruktorzy
| P  | +/− | Konstruktor          | Starty | Punkty | P1 | P2 | P3 | PP | NO | NS |
| -- | --- | -------------------- | ------ | ------ | -- | -- | -- | -- | -- | -- |
| 1  | 0   | Mercedes             | 10     | 157    | 4  | 2  | 1  | 5  | 2  | 2  |
| 2  | 0   | Ferrari              | 9      | 109    | –  | 3  | 3  | –  | –  | 2  |
| 3  | 0   | Red Bull–TAG Heuer   | 9      | 94     | 1  | –  | 1  | –  | 1  | –  |
| 4  | 0   | Williams–Mercedes    | 10     | 65     | –  | –  | –  | –  | –  | –  |
| 5  | +1  | Toro Rosso–Ferrari   | 10     | 26     | –  | –  | –  | –  | 1  | 2  |
| 6  | −1  | Haas–Ferrari         | 10     | 22     | –  | –  | –  | –  | –  | 3  |
| 7  | +1  | Force India–Mercedes | 10     | 14     | –  | –  | –  | –  | 1  | 2  |
| 8  | −1  | McLaren–Honda        | 10     | 12     | –  | –  | –  | –  | –  | 3  |
| 9  | 0   | Renault              | 9      | 6      | –  | –  | –  | –  | –  | –  |
| 10 | 0   | Sauber–Ferrari       | 10     | 0      | –  | –  | –  | –  | –  | 1  |
| 11 | 0   | MRT–Mercedes         | 10     | 0      | –  | –  | –  | –  | –  | 2  |
| P  | +/− | Konstruktor          | Starty | Punkty | P1 | P2 | P3 | PP | NO | NS |